# El cuento del lobo
El cuento del lobo es una película española de thriller y drama de 2024, escrita y dirigida por Norberto López Amado, basada en la obra de teatro Duda razonable de Borja Ortiz de Gondra. Está protagonizada por Daniel Grao, Lucía Jiménez, María Romanillos y Paco Tous. Se estrenó en el Festival de Cine Iberoamericano de Huelva el 16 de noviembre de 2024, y luego se estrenó en cines españoles el 16 de mayo de 2025, con distribución de A Contracorriente Films.

## Trama
Cuando la limpiadora de su casa, Lucía (María Romanillos), recibe amenazas en su teléfono móvil, Olga (Lucía Jiménez) y Javier (Daniel Grao), una pareja de clase media, deciden intervenir, lo que les lleva a un repentino cambio de vida – especialmente cuando aparece el padre de Lucía (Paco Tous).

## Reparto
- Daniel Grao como Javier
- Lucía Jiménez como Olga
- María Romanillos como Lucía
- Paco Tous como el padre de Lucía

## Producción
El 13 de marzo de 2024, se anunció que el rodaje de la película El cuento del lobo, adaptación a cine de la obra de teatro Duda razonable de Borja Ortiz de Gondra, había comenzado su rodaje en Tenerife bajo la dirección de Norberto López Amado. Daniel Grao, Lucía Jiménez, María Romanillos y Paco Tous fueron anunciados como los actores protagonistas de la película. El 8 de abril de 2024, se anunció que el rodaje de la película había terminado.

## Lanzamiento y marketing
El 16 de octubre de 2024, se anunció que El cuento del lobo tendría su estreno mundial en el Festival de Cine Iberoamericano de Huelva el 16 de noviembre de 2024. El 11 de marzo de 2025, A Contracorriente Films anunció que estrenaría la película en cines españoles el 16 de mayo de 2025.